# Jean Van de Velde
Jean Van de Velde, född 29 maj 1966, är en fransk golfspelare. Han är mest känd för att i 1999 års British Open ha tappat en treslagsledning på det 72:a hålet i tävlingen. Han förlorade senare i särspelet som följde.